# Ez Mil
Ez Mil, pseudonimo di Ezekiel Miller (Olongapo, 27 luglio 1998), è un rapper e produttore discografico filippino naturalizzato statunitense.
Salito alla ribalta grazie al singolo Panalo, all'età di 25 anni è diventato il primo artista filippino ad avere un accordo con Shady Records, Aftermath e Interscope Records.

## Gli inizi
Ez Mil è nato ad Olongapo da padre musicista, Paul Sapiera, membro della band RockStar, e da madre anch'essa nel mondo della musica. Ha anche una sorella, Raynn, in arte Raining Sorrow.
Cresciuto nelle Filippine, ha studiato architettura alla Saint Louis University di Baguio prima di trasferirsi negli Stati Uniti. Attualmente vive nella città di Las Vegas.
Ad agosto 2023, Mil pubblica un nuovo singolo in collaborazione con il rapper statunitense Eminem, Realest. 
L'11 Agosto 2023 Mil annuncia li nuovo album, DU4LI7Y: REDUX tramite le etichette Shady Records, Aftermath, FPP, Virgin e Interscope.
A maggio del 2024 è stato inserito nella lista Forbes 30 Under 30 di Forbes per i suoi notevoli contributi e risultati.

## Discografia
- 2020 – Act 1
- 2020 – Resonances
- 2022 – DU4LI7Y
- 2023 – DU4LI7Y: REDUX